# Oblast de Tchistopol
1952–1953
L'oblast de Tchistopol (en russe : Чистопольская область, Tchistopolskaïa oblast’ ; en tatar : Чистай өлкәсе) est une division territoriale et administrative de la République socialiste soviétique autonome tatare, au sein de la République socialiste fédérative soviétique de Russie, en Union soviétique. Fondée en 1952, elle fut supprimée l'année suivante. Sa capitale administrative était la ville de Tchistopol.

## Histoire
Par un décret du 21 février 1952, le Præsidium du Soviet suprême de l'Union soviétique divisa la RSSA tatare en trois oblasts : l'oblast de Tchistopol, l'oblast de Kazan et l'oblast de Bougoulma. Mais cette expérience fut rapidement considérée comme un échec et le 30 avril 1953, un nouveau décret du Præsidium du Soviet suprême supprima les trois oblasts. 

## Subdivisions
L'oblast de Tchistopol comprenait :
- la ville de Tchistopol ;
- 33 raïons.

## Source
- (ru) Cet article est partiellement ou en totalité issu de l’article de Wikipédia en russe intitulé « Чистопольская область » (voir la liste des auteurs).